# Cycliste slovaque de l'année
Le Cycliste slovaque de l'année (officiellement nommé Zlatý pedál depuis 2011 , soit littéralement Pédale d'Or) est un prix annuel décerné au meilleur coureur cycliste slovaque.
Le prix est remis par la Fédération slovaque de cyclisme. Le cycliste le plus titré est le multiple champion du monde sur route Peter Sagan, avec treize récompenses.

## Palmarès
- 2000 : Peter Bazálik, Jaroslav Jeřábek et Jan Lepka[2]
- 2001 : Filip Polc[3]
- 2002 : Matej Jurčo[4]
- 2005 : Róbert Gavenda
- 2006 : Róbert Gavenda
- 2007 : Peter Velits
- 2008 : Peter Sagan
- 2009 : Peter Velits
- 2010 : Peter Velits
- 2011 : Peter Sagan
- 2012 : Peter Sagan
- 2013 : Peter Sagan
- 2014 : Peter Sagan
- 2015 : Peter Sagan
- 2016 : Peter Sagan
- 2017 : Peter Sagan
- 2018 : Peter Sagan
- 2019 : Peter Sagan
- 2020 : Peter Sagan
- 2021 : Peter Sagan
- 2022 : Peter Sagan
- 2023 : Martin Svrček
- 2024 : Viktória Chladoňová